# Ariane Pejkovic
Ariane Pejkovic (* 10. September 1986 in Hägglingen, geborene Ariane Geissmann) ist eine ehemalige Schweizer Handballspielerin.

## Karriere
Ariane Pejkovic begann 1996 beim HC Ehrendingen mit dem Handball. Über den SC Siggenthal und den TV Wohlen kam sie 2004 zum TV Uster, wo sie ihr Debüt in der Nationalliga A gab. Ab 2005 spielte die 1,65 Meter große Kreisläuferin beim LK Zug, von wo sie im Winter 2009 zum dänischen Verein SK Aarhus wechselte. Ein Jahr später ging sie nach Slowenien zum Rokometni Klub Krim, mit dem sie 2011 die slowenische Meisterschaft sowie den Pokal gewann. Von 2011 bis 2013 stand Pejkovic beim deutschen Zweitligisten TV Nellingen unter Vertrag, anschließend wechselte sie in die 1. Liga zur TuS Metzingen. Vor der Saison 2014/15 verließ sie Metzingen und kehrte zum LK Zug zurück. Mit dem LK Zug gewann sie 2015 die Meisterschaft. Im Sommer 2016 beendete sie ihre Karriere.
Für die Schweizer Nationalmannschaft bestritt Ariane Pejkovic 51 Länderspiele, in denen sie 105 Tore erzielte.
Pejkovic arbeitete neben ihrer Handballkarriere ab dem Sommer 2014 als Assistenz-Teammanagerin beim Schweizer Volleyballverein VBC Voléro Zürich. Nachdem Pejkovic anschließend bei Voléro Zürich als Teammanagerin tätig gewesen war, übernahm sie im Februar 2019 einen Posten in der Geschäftsstelle beim Schweizerischen Handball-Verband.